# Елькін Давид Генріхович
Дави́д Ге́нріхович Е́лькін (31 жовтня 1895 — 5 липня 1983) — психолог.

## Життєпис
Д. Г. Елькін народився 31 жовтня 1895 р. у Воронежі. Син провізора. Дитячі роки пройшли в Одесі. Після закінчення першої класичної гімназії з золотою медаллю він у 1914 р. вступив до Петербурзького психоневрологічного інституту. Бажання спеціалізуватися в галузі психоневрології формувалося під впливом матеріалістичних природничо-наукових ідей І. М. Сєченова, діяльності якого Д. Г. Елькін згодом присвятив декілька своїх статей, В. М. Бехтерєва, І. П. Павлова.
Військова баталія першої світової війни та бажання отримати класичну університетську освіту примусили Д. Г. Елькіна повернутися до Одеси, де залишилась його родина. В 1915 році перевівся на природничо-науковий відділ фізико-математичного факультету Новоросійського університету, який закінчив 1921 року.
З 1917 року завідував психологічною лабораторією в Одеському міському інституті дитячої психології та експериментальної педагогіки ім. Н. В. Якуніна.
В 1922 р. перейшов на роботу до Одеського інституту народної освіти як асистент кафедри психології, де читав курси із психології та логіки. В 1930 році отримав звання професора, став завідувачем кафедри Інституту професійної освіти. Потім до 1955 року очолював кафедру психології Одеського державного педагогічного інституту імені К. Д. Ушинського.
З 1933 року працював в Одеському державному університеті. Викладав в Одеському німецькому педагогічному інституті.
Після захисту дисертації в 1952 році було присуджено ступінь доктора педагогічних наук (з психології). Узагальнені результати своїх досліджень він виклав у монографії «Восприятие времени», за яку отримав першу премію ім. К. Д. Ушинського. До 1975 року завідував кафедрою психології.
Помер Д. Г. Елькін 5 липня 1983 року. Похований на 2-му християнському цвинтарі Одеси.

## Наукова діяльність
Під керівництвом Д. Г. Елькіна в Одеському державному університеті було організовано наукову школу з дослідницькою темою «Психологія диференціації часу», в якій здійснювалася низка експериментальних досліджень, що підтверджують: сприйняття часу — процес моделювання часових параметрів подразника. Результати цих досліджень лягли в основу доповіді Д. Г. Елькіна на XVIII Міжнародному психологічному конгресі в Москві (1966), де разом із відомим дослідником сприйняття простору і часу Суто очолював роботу секції «Сприйняття простору і часу». В 1973 році у Тбілісі на Міжнародному психологічному конгресі, присвяченому несвідомості, Д. Г. Елькін виступив з доповіддю «Відлік часу в стані сну та гіпнозу». Даний напрямок наукових пошуків Д. Г. Елькіна розвивався його учнями та послідовниками, зокрема Борисом Цукановим.
В 1959 p. очолив Одеський відділ Психологічного товариства.

## Праці
- Восприятие времени и внимание // Наукові записки Одеського державного педагогічного інституту ім. К. Д. Ушинського. — Одеса, 1947. — Т. VIII. — С. 191—231.
- Педагогика и психология памяти. — К. : Радянська школа, 1948. — 74 с.
- Восприятие времени. — М. : АН СССР, 1962. — 310 с.
- Инженерная психология. — К. : Вища школа, 1975. — 102 с.

## Нагороди
- Медаль «За доблесну працю у Великій Вітчизняній війні 1941—1945 рр.»
- Почесна Грамота Президії Верховної Ради УРСР